# Киреев, Виктор Сергеевич
Ви́ктор Серге́евич Кире́ев (род. 5 мая 1987 года) — российский гандболист, вратарь клуба «Зенит» и сборной России. Мастер спорта России. Участник 3 чемпионатов мира и 3 чемпионатов Европы в составе сборной России.

## Карьера
Виктор Киреев — воспитанник волгоградского гандбола. Первые тренеры: Николай Александрович Измайлов и Ирина Валентиновна Измайлова. С 2015 года вызывается в сборную России. С лета 2016 года представлял сильнейший клуб Украины «Мотор» из Запорожья, в том числе — в Лиге чемпионов ЕГФ — самом престижном на клубном уровне гандбольном турнире Европы.
В 2020 году вернулся в Россию, подписав контракт с московским ЦСКА. В составе ЦСКА за 2 года совершил 415 сэйвов и один раз поразил ворота соперника.
Киреев после успешного чемпионата Европы 2022 подписал контракт с клубом «Фюксе Берлин» на сезон-2022/23.

## Достижения
- Чемпион России — 2025
- серебряный призёр чемпионата России — 2021
- бронзовый призёр чемпионата России — 2015, 2016
- серебряный призёр чемпионата Германии — 2024
- бронзовый призёр чемпионата Германии — 2023
- финалист Кубка России (2015/16)
- лучший вратарь России сезона 2015/16
- чемпион Украины (2016, 2017, 2018, 2019, 2020), обладатель Кубка и Суперкубка Украины
- победитель Лиги Европы — 2023